# Каминья, Алвару
Алвару Каминья (порт. Álvaro de Caminha; — 28 апреля 1499) — португальский путешественник, капитан-майор. Сын дворянина из Галисии, родился в португальском порту Фару. В 1493 году по поручению короля Жуана II начал освоение островов Сан-Томе и Принсипи, которые получил в дар от португальской короны. Основал первое постоянное поселение на острове Сан-Томе. Во время его правления с помощью рабского труда на островах было начато возделывание сахарного тростника и производство сахара с весьма положительными результатами.